# Metazygia castaneoscutata
Metazygia castaneoscutata là một loài nhện trong họ Araneidae.
Loài này thuộc chi Metazygia. Metazygia castaneoscutata được Eugène Simon miêu tả năm 1895.